# Sleeveface
Sleeveface – zjawisko internetowe (zob. mem internetowy); kreatywna, czasem zabawna fotografia osoby częściowo zakrytej przez okładkę książki lub płyty; na zdjęciu osoba zostaje wkomponowana w okładkę, uzupełnia ją, stanowi jej fragment.

## Historia i nazwa
Dokładne pochodzenie pojęcia nie jest znane, ale przyjęło się w kwietniu 2007 roku. Gdy DJ Carl Morris grał w barze w Cardiff, zrobiono jemu i jego towarzyszom zdjęcia, na których trzymali przed twarzami okładki płyt winylowych. Przyjaciel Carla John Rostron opublikował fotografie w Internecie i założył specjalną grupę na Facebooku, co między innymi przyczyniło się do upowszechnienia zjawiska. John Rostron i Carl Morris są także autorami książki Sleeveface: Be The Vinyl, która zawiera zestawienie okładek nadesłanych z całego świata na ich stronę internetową www.sleeveface.com
Sleeveface jako zjawisko istniał już wcześniej. Przykładami sleeveface (także przed erą internetu) są między innymi: okładka płyty Johna Hiatta Slug Line (1979), tył albumu Picture This Huey Lewis and the News (1982), na którym Huey trzyma przednią stronę swojej płyty, okładka magazynu „Mad”, na której pojawia się Gary Numan pozujący z czasopismem czy okładka singla J Rocca „Play This (One)” (2003). W 2006 roku na waxidermy.com została opublikowana kolekcja fotografii sleeveface.

## Sleeveface w kulturze
Sleeveface, często w połączeniu z hasłem "ubierz się w książkę", jest wykorzystywany jako forma promocji czytelnictwa, zwykle przez bibliotekarzy i pracowników ośrodków kultury. 
Na całym świecie organizowane są imprezy oraz warsztaty sleeveface. Jeden z  warsztatów odbył się w Muzeum Narodowym w Cardiff w listopadzie 2008 roku w ramach corocznego festiwalu Sŵn.